# Melrose, New Mexico
Melrose este un sat din comitatul Curry, New Mexico, Statele Unite ale Americii. În prezent, populația se află într-o scădere datorită exodului rural. La recensământul din 2010 locuiau 651 de persoane.
Localitatea este cunoscută ca locul de naștere al regizorului și animatorului William Hanna, cofondator al studiourilor Hanna-Barbera.

## Geografie
Melrose este localizat la 34°25′41″N 103°37′41″V / 34.42806°N 103.62806°V (34.427944, -103.628111).
Conform Biroului de recensământ american, satul are o suprafață totală de 4,5 km² (1,7 mile pătrate).